# Nitidotellina hachiensis
Nitidotellina hachiensis — вид морських двостулкових молюсків родини Tellinidae. Описаний у 2022 році.

## Поширення
Ендемік Японії. Вид поширений у Внутрішньому Японському морі. Також відомий у викопному стані з мушлі, що знайдена у відкладеннях формації Тойогасі в префектурі Айті, що датується середній плейстоценом. Живе на піщаному мулистому дні від лінії відпливу до приливної зони у внутрішніх частинах великих заток.